# Burg Lichtenwerth
Die Burg Lichtenwerth (in anderer Schreibweise auch Lichtwehr, Lichtwert, Lichtwerth, Lichtenwert und Lichtenwörth) steht zwischen Münster und Brixlegg auf dem Gemeindegebiet von Münster, Bezirk Kufstein in Tirol. Die Silbe „werth“, für „Insel“, legt nahe, dass die Niederungsburg einst auf einer Insel im Inn stand. Auf Grund des regelmäßigen Bauwerks und vermauerter romanischer Fenster kann auf eine Erbauung im 12. Jahrhundert geschlossen werden. Die ersten urkundlichen Erwähnungen erfolgten bereits 1212 und 1249.
Die Hochburg auf rechteckigem Grundriss umfasst im Westen eine Vorburg mit Wirtschaftsgebäuden. Im Osten befinden sich Bergfried und dreistöckiger Palas, die im 18. Jahrhundert erneuert wurden. Der Wehrturm der Burg wurde im 17. Jahrhundert gestutzt. Zu den Besonderheiten der Anlage zählen die gewölbte Küche mit der original erhaltenen Einrichtung, der erhaltene Wehrgang, das barocke Schlosstheater (1765) sowie die Uhr über dem inneren Tor. Ebenso ist die Stube eines Richters erhalten, der einst hier auf der Burg seinen Sitz hatte. Die Burgkapelle, die im 1776 mit Stuckaturen im Stil des Rokokos geschmückt wurde, stellt die östlichste Niederlassung der Diözese Innsbruck in Nordtirol dar.
Seit 1879 ist die Burg Lichtenwerth im Privatbesitz der Familie von Inama-Sternegg und kann nicht besichtigt werden. Auf Lichtenwerth wurde 1721 der Kirchenrechtler und Theatiner Ferdinand Sterzinger geboren.